# بيت الهقش (بني مطر)

تعديل مصدري - تعديل

بيت الهقش هي إحدى قرى عزلة جبل النبي شعيب بمديرية بني مطر التابعة لمحافظة صنعاء، بلغ تعداد سكانها 412 نسمة حسب تعداد اليمن لعام 2004.